# Grallariidae
I Grallaridi (Grallariidae P.L.Sclater & Salvin, 1873) sono una famiglia di uccelli passeriformi diffusi in America Centrale e Sud America.

## Tassonomia
Le specie di questa famiglia erano in passato incluse tra i Formicariidi. Recenti studi filogenetici hanno portato alla loro segregazione in una famiglia a sé stante.
La famiglia Grallariidae comprende i seguenti generi e specie:
- genere Grallaria Vieillot, 1816
  - Grallaria squamigera Prévost & Des Murs, 1842
  - Grallaria gigantea Lawrence, 1866
  - Grallaria excelsa von Berlepsch, 1893
  - Grallaria varia (Boddaert, 1783)
  - Grallaria alleni Chapman, 1912
  - Grallaria guatimalensis Prévost & Des Murs, 1842
  - Grallaria chthonia Wetmore & Phelps Jr, 1956
  - Grallaria haplonota P.L.Sclater, 1877
  - Grallaria dignissima P.L.Sclater & Salvin, 1880
  - Grallaria eludens Lowery & O'Neill, 1969
  - Grallaria ruficapilla Lafresnaye, 1842
  - Grallaria watkinsi Chapman, 1919
  - Grallaria bangsi J.A.Allen, 1900
  - Grallaria kaestneri Stiles, 1992
  - Grallaria andicolus (Cabanis, 1873)
  - Grallaria griseonucha P.L.Sclater & Salvin, 1871
  - Grallaria rufocinerea P.L.Sclater & Salvin, 1879
  - Grallaria ridgelyi Krabbe, Agro, Rice, Jacome, Navarrete & Sornoza, 1999
  - Grallaria nuchalis P.L.Sclater, 1860
  - Grallaria carrikeri Schulenberg & Williams, MD, 1982
  - Grallaria albigula Chapman, 1923
  - Grallaria flavotincta P.L.Sclater, 1877
  - Grallaria hypoleuca P.L.Sclater, 1855
  - Grallaria przewalskii Taczanowski, 1882
  - Grallaria capitalis Chapman, 1926
  - Grallaria erythroleuca P.L.Sclater, 1874
  - Grallaria rufula Lafresnaye, 1843
  - Grallaria blakei G.R.Graves, 1987
  - Grallaria quitensis Lesson, 1844
  - Grallaria milleri Chapman, 1912
  - Grallaria urraoensis Carantón-Ayala & Certuche-Cubillos, 2010
  - Grallaria erythrotis P.L.Sclater & Salvin, 1876

- genere Hylopezus Ridgway, 1909
  - Hylopezus perspicillatus (Lawrence, 1861)
  - Hylopezus macularius (Temminck, 1830)
  - Hylopezus auricularis (Gyldenstolpe, 1941)
  - Hylopezus dives (Salvin, 1865)
  - Hylopezus fulviventris (P.L.Sclater, 1858)
  - Hylopezus berlepschi (Hellmayr, 1903)
  - Hylopezus ochroleucus (zu Wied-Neuwied, 1831)
  - Hylopezus nattereri (Pinto, 1937)

- genere Myrmothera Vieillot, 1816
  - Myrmothera campanisona (Hermann, 1783)
  - Myrmothera simplex (Salvin & Godman, 1884)

- genere Grallaricula P.L.Sclater, 1858
  - Grallaricula flavirostris (P.L.Sclater, 1858)
  - Grallaricula loricata (P.L.Sclater, 1857)
  - Grallaricula cucullata (P.L.Sclater, 1856)
  - Grallaricula peruviana Chapman, 1923
  - Grallaricula ochraceifrons G.R.Graves, O'Neill & T.A.Parker, 1983
  - Grallaricula ferrugineipectus (P.L.Sclater, 1857)
  - Grallaricula nana (Lafresnaye, 1842)
  - Grallaricula cumanensis Hartert, 1900
  - Grallaricula lineifrons (Chapman, 1924)